# 다보르 슈케르
다보르 슈케르(크로아티아어: Davor Šuker dâʋor ʃǔːker, 1968년 1월 1일, 오시예크 ~)는 은퇴한 크로아티아의 축구 선수이다. 현재 크로아티아 축구 협회의 회장으로, 그는 이 직위를 2012년 7월부터 맡았다. 그는 현역 시절 공격수로 다수의 유럽 구단에서 활약한 것은 물론 크로아티아 국가대표팀의 일원이기도 했으며, 그는 45골로 국가대표팀 최다 득점 기록을 지니고 있다.
슈케르는 오시예크 출신이다. 그는 고향에서 축구를 시작했는데, 16세의 나이에 인근 1부 리그 구단인 오시예크에서 첫 발을 디뎠다. 그는 오시예크에서의 마지막 시즌에 리그 득점왕에 올랐다. 그는 1989년에 보다 큰 규모의 구단인 디나모 자그레브로 이적했다. 크로아티아에 전쟁이 터지자 당시 21세였던 슈케르는 훌륭히 보냈던 시즌을 중도에 마감해야 했고, 결국 슈케르는 1991년에 세비야로 건너갔다.
라 리가에서, 슈케르는 호평을 받으며, 세비야에서 꾸준한 모습을 보여 몇 시즌 연속으로 최다 득점자들 중 한 명에 손꼽혔다. 5년 후, 그는 레알 마드리드에 입단해 또다시 리그 최다 득점자들 중 한 명이 되었고, 마드리드의 라 리가와 슈퍼컵 우승에 일조했으며, UEFA 챔피언스리그 우승도 맛보았다.
그는 아스널로 둥지를 옮겼지만, 실망 끝에 간간히 득점하는데 그쳤지만, 포병대가 2000년 UEFA컵 결승전에 오르는데 일조했다. 그는 말년을 웨스트햄 유나이티드와 독일의 1860 뮌헨에서 잠깐 보냈다.
슈케르가 정점을 찍은 순간은 프랑스에서 열린 1998년 FIFA 월드컵으로, 그는 7경기에서 6골을 득점해 최다 득점자로 이름을 올려 골든 슈를 받았고, 호나우두에 이어 최우수 선수 부문 2위로 꼽혀 실버볼도 땄다. 그의 득점 능력은 크로아티아가 독립국으로 처음 출전한 대회에서 막강한 루마니아, 독일, 네덜란드를 제치고 깜짝 3위를 차지하는데 큰 역할을 했다. 크로아티아는 나중에 우승을 차지한 프랑스와의 준결승전 이전까지 슈케르가 득점한 경기에서 패하지 않았다.
2003년 유럽 축구 연맹(UEFA)이 주관한 크로아티아의 UEFA 주빌리 어워드 수상자로 명명되기도 했으며, 그는 1998년 FIFA 올해의 선수 3위를 차지했고, 살아있는 125인의 축구 선수 명단인 FIFA 100에 등록된 유일한 크로아티아인이었다.
호나우두가 그에 대해 말하기를 "그는 한차원 다른 힘과 기술로 상대수비수를 제쳐낸다" 라고 말한다,슈케르의 드리블은 발바닥을 많이사용하는데 드리블템포가 느릴때는 발바닥으로 속도를붙이고 너무빠를 때는 발바닥으로 속도를 조절하는 드리블에 능했다

## 클럽 경력

### 초기 경력
슈케르는 고향 오시예크에서 축구를 시작했고, 그는 오시예크 소속으로 1984년과 1989년 사이 1군에서 활약했다. 그는 이후 디나모 자그레브로 둥지를 옮겨 2년을 보내면서 유고슬라비아 1부 리그 60경기에 34골을 득점하는 인상적인 활약을 벌여 유고슬라비아 성인 국가대표팀에 차출되었고, 다수 해외 구단들의 관심을 받았다. 1991년, 그는 스페인의 세비야로 건너갔다.

### 세비야
1991년 11월 17일, 슈케르는 1-1로 비긴 에스파뇰과의 원정 경기에서 막판 교체로 나와 프리메라 디비시온 신고식을 치렀다. 레알 소시에다드와 벌인 바로 다음 안방 경기에서, 그는 소속 구단 경기에 첫 선발 출전을 했고, 그는 홀로 2골을 넣어 2-2 무승부를 가져다주었다. 그는 세비야에서의 첫 시즌에 22경기 출전 6골을 기록했지만, 그 다음 시즌에 기량을 개선해 33경기에서 13골을 넣었다. 그 시즌에 세비야에서 벌인 가장 인상적인 활약은 알바세테와의 원정 첫 경기로, 그는 스페인 무대 첫 해트트릭을 기록해 구단이 경기를 뒤집고 4-3으로 이길 수 있도록 도왔다.
1993-94 시즌, 그는 스페인 프리메라 디비시온의 최고 선수들 중 한 명으로 도약했고, 바르셀로나의 호마리우에 이어 6골을 덜 득점한 그는 리그 득점 2위에 올랐다. 그는 같은 시즌에 34번의 프리메라 디비시온 경기에 출전하였고, 5경기에서 2골을 기록하고 1번 해트트릭을 완성했다. 이후에도, 그는 세비야에서 2시즌을 보냈고, 스페인 프리메라 디비시온에서만 64경기 33골을 기록했다. 슈케르는 세비야에서 당시 디에고 마라도나와 1992-93 시즌에 한솥밥을 먹기도 했다.

### 레알 마드리드
슈케르는 1996-97 시즌을 앞두고 레알 마드리드에 입단했고, 첫 시즌에 38경기에만 출전해 24골을 넣는 성공적인 시즌을 보냈고, 그는 바르셀로나의 호나우두와 베티스의 알폰소에 이어 리그 득점 3위를 기록했다. 1996-97 시즌에 그는 리그에서 해트트릭을 3번 완성했고, 레알 마드리드를 리그 정상으로 이끌었다. 그는 같은 신입생인 몬테네그로의 프레드라그 미야토비치와 공격진에 조화되어 상대 수비를 효율적으로 해체했고, 레알 마드리드가 오랫동안 기다린 성공을 가져다 주었다.
큰 대회에서 우승하는 구단의 꿈은 그 다음 시즌에 성사되었는데, 비록 유벤투스와의 결승전에서 막판 추가 시간에 출전하는데 그쳤으나, 그는 레알 마드리드에서 UEFA 챔피언스리그 우승을 차지했다. 리그에서, 그는 29경기에 나서서 10골을 득점했다. 1998-99 시즌으로 넘어가면서, 그는 시즌을 앞두고 1998년 FIFA 월드컵에서 훌륭한 활약을 펼쳤지만 레알 마드리드에서의 입지는 크게 줄어들었는데, 19경기에 출전해 4골을 기록하는데 그쳤다. 시즌 후, 그는 3년만에 구단을 떠나기로 결정했다.
그는 레알 마드리드를 떠나면서 스페인 프리메라 디비시온에서의 화려한 8시즌을 마감했는데, 그는 도합 239경기에서 114골을 기록했다.

### 아스널
1999-2000 시즌, 슈케르는 프리미어리그행을 결정했고, 아스널로 이적했다. 그의 리그 첫 경기는 1999년 8월 22일, 1-2로 패한 맨체스터 유나이티드와의 하이버리 경기로, 교체로 들어가 막판 15분을 뛰었다. 그는 2경기 더 교체로 출전한 후 3-1로 이긴 애스턴 빌라와의 안방 경기에서 아스널에서 첫 선발 출전하여 프리미어리그에서 처음으로 2골을 기록했다. 그는 리그에서 8골을 기록했고, 이 중 3경기에서 2골씩 기록하였고, 도합하여 22번 아스널 경기에 출전하다가 2000-01 시즌에 웨스트햄 유나이티드로 이적했다. 그는 아스널 소속으로 2000 UEFA컵 결승전에 연장전 교체 요원으로 출전하였다. 아스널은 터키의 갈라타사라이와의 결승전에서 승부차기 끝에 패했고, 주자로 나선 슈케르도 실축했다. 슈케르는 미들즈브러와의 리그컵 경기에서 1골을 기록했고, UEFA 챔피언스리그 경기에서 AIK를 상대로 2골 (안방에서 한 골, 원정에서 한 골) 을 기록했다.

### 웨스트햄 유나이티드
슈케르는 웨스트햄에서 오랫동안 1군의 입지를 다지지 못했고, 그 시즌 프리미어리그 경기에 11경기 나서는데 그쳤으나, 맨체스터 유나이티드와 선덜랜드와의 경기에서 도합 2골을 기록했다. 그는 블랙번 로버스와의 리그컵 경기에서도 1골을 기록했다. 그는 2001-02 시즌을 앞두고 독일의 1860 뮌헨으로 이적하면서 잉글랜드 무대에서의 생활에 마침표를 찍었다.

### 1860 뮌헨
슈케르는 1860 뮌헨에서 15번째 경기인 2001년 12월 1일자 경기 전까지 분데스리가 경기에 출전하지 못했고, 1-0으로 이긴 에네르기 콧부스와의 안방 경기에서야 처음으로 90분을 소화했다. 그는 1860 뮌헨에서의 첫 골을 겨울 휴식기 후에 터뜨렸는데, 상대는 쾰른으로 그는 3번째 골을 머리로 넣어 3-0 대승에 일조했다. 그가 시즌 정점을 찍은 경기는 4-2로 이긴 묀헨글라트바흐와의 원정 경기로, 그는 이 경기에서 처음이자 마지막으로 2골을 터뜨렸다. 그는 2001-02 시즌 분데스리가를 14경기 출전 4골의 준수한 활약으로 마쳤다.
그의 현역 마지막 시즌인 2002-03 시즌에는 간혹 출전하는데 그쳤고, 11번의 분데스리가 경기를 통틀어 1골을 넣는데 그쳤다. 2002년 11월 2일, 그는 3-1로 이긴 빌레펠트 전에서 1860 뮌헨에서의 마지막 골이자 현역 마지막 골을 터뜨렸고, 그의 마지막 출전 경기는 2003년 3월 16일, 안방에서 0-1로 패한 슈투트가르트전이었다. 분데스리가에서의 2시즌 동안 그는 25경기에 출전해 5골을 터뜨리는데 그쳤다. 1860 뮌헨에서 2년을 보내면서, 그는 DFB-포칼 경기에 5번 출전해 3골을 넣기도 했다.

## 국가대표팀 경력

### 청소년 대표팀
신예 시절에 슈케르는 이미 다양한 연령대의 유고슬라비아 청소년 국가대표로 25번의 국제 경기에 출전해 15골을 기록했다. 그는 칠레에서 열린 1987년 FIFA 세계 청소년 축구 선수권 대회에서 6골을 기록해 득점 2위를 기록했다. 유고슬라비아는 이후에 만개하는 재능 있는 세대로 우승을 차지했고, 로베르트 프로시네치키, 즈보니미르 보반, 그리고 이고르 슈티마츠 등의 일부는 유고슬라비아 해체 후 크로아티아 국가대표팀이 되었다. 유고슬라비아는 17득점 6실점으로 현재까지 깨지지 않는 경기당 평균 2.44골의 FIFA 세계 청소년 축구 선수권 대회 기록을 세웠다.
그는 유고슬라비아 대표로 1988년 하계 올림픽에 참가해 브라질과 나이지리아와의 D조 경기에 출전했다. 한편, 1990년에는 1990년 UEFA U-21 축구 선수권 대회에 참가해 준우승에 일조했고, 그는 대회 최우수 선수로 선정되었다. 그는 5경기에서 4골을 득점해 유고슬라비아가 5조 1위를 차지하게 도왔고, 소피아에서 치른 불가리아와의 원정 경기에서 1-0 결승골을 집어넣어 준결승전에서 합계 3-0 승리를 거둘 수 있게 도왔다. 그는 이탈리아와의 경기에서 1골을 추가해 대회에서 기록한 골 수를 여섯으로 늘렸다.

### 성인 대표팀
1990년, 슈케르는 이탈리아에서 열린 1990년 FIFA 월드컵 본선에서 유고슬라비아 국가대표팀의 22인 최종 명단에 이름을 올렸지만, 본선에서 단 한 경기도 출전하지 못했다.
1990년 12월 22일, 그는 신생 크로아티아 국가대표팀 일원으로 루마니아와의 친선전에서 첫 경기를 치렀다. 그럼에도 불구하고 슈케르는 1991년에 유고슬라비아 국가대표팀 대표로 2경기에 출전 (1991년 2월 27일 터키전과 1991년 5월 16일 페로 제도전) 했는데, 당시 크로아티아는 FIFA와 UEFA에 등록되지 않았기 때문이었고, 페로 제도전에서는 국가대표팀 첫 골을 기록했다.
그는 크로아티아 대표로 출전한 1992년 멕시코와의 경기에서 2골을 기록해 크로아티아의 3-0 승리에 일조했다. 그는 UEFA 유로 1996에서 조국의 첫 국제 대회 본선행에 일조했고, 당시 10경기 12골로 예선전 기록을 세웠다.
그는 잉글랜드에서 열린 본선에서 4경기 3골을 기록했는데, 이 중 2골을 3-0으로 이긴 덴마크와의 조별 리그전에서 기록했고, 이 중 2번째 골은 지금까지도 회자되는 골로 덴마크 수문장 페테르 슈마이켈의 위를 넘기는 골을 성공시켰다. 이 골은 여전히 유로 대회 역사상 최고의 골로 회자되며 이 골로 그는 UEFA 유로 1996 대회의 팀 일원으로 이름을 올렸다.
슈케르는 이후 크로아티아가 사상 첫 FIFA 월드컵에 진출하는 과정에 9경기 출전 5골을 기록했고, 프랑스에서 열린 1998년 대회 본선에 진출했다. 그는 본선의 7경기에서 6골을 기록했는데, 크로아티아가 득점한 경기에서 1골씩 득점했고, 일본과의 조별 리그 경기와 루마니아와의 16강전에서 기록한 골은 모두 1-0 결승골이 되었다. 독일과의 8강전에서는 크리스티안 뵈른스에 걸려 넘어져 퇴장을 유도했고, 슈케르는 3-0 쐐기골을 기록했다. 그는 프랑스와의 준결승전에서도 선제골을 기록해 조국을 결승행 문턱까지 올려놨지만 릴리앙 튀랑이 현역에서 기록한 유이한 2골을 잇달아 기록해 개최국 프랑스에게 1-2로 석패해 결승에 오르지는 못했다. 슈케르는 이후 네덜란드와의 3위 결정전에서 2-1 결승골을 기록해 크로아티아의 독립 후 FIFA 월드컵 첫 출전에 3위 신화를 완결했다. 슈케르는 대회 득점왕으로 골든 슈의 주인이 되었고, 브라질의 호나우두에 이어 최우수 선수 2위에 올라 실버 볼도 가져갔다.
슈케르는 1998년 FIFA 월드컵 이후에도 크로아티아 국가대표로 활약했지만, UEFA 유로 2000 본선행은 실망스러운 행보 끝에 무산되었다. 그러나, 슈케르는 자그레브의 막시미르 경기장에서 열린 아일랜드와의 경기에서 94분 결승골을 기록해 크로아티아의 본선행 희망을 이어나갔다. 이 승리로 크로아티아는 본선행의 유력한 기회를 잡았지만, 안방에서 예전에 동행했던 유고슬라비아와의 경기에서 2-2로 비기면서 날려 버렸다. 그는 막판에 취소된 골을 기록했지만, 이 골이 인정되었다면 크로아티아가 본선에 올랐을 수 있다. 그는 대회 예선을 7경기 4골로 마쳤다.
그는 크로아티아의 대한민국과 일본에서 열릴 2002년 FIFA 월드컵 본선행 주역이었지만, 본선에서는 멕시코와의 1차전에서 63분 출전하는데 그쳤고, 경기는 0-1로 졌다. 대회 예선에서도 6경기에 나서 1골을 넣는데 그쳤다. 2002년 FIFA 월드컵 이후, 그는 국가대표팀 은퇴를 선언했지만, 전 세계 특히 조국인 크로아티아에서 영웅으로 칭송받았다.
슈케르는 현역 시절에 71번의 국가대표팀 경기에 출전했는데, 이 중 2번을 유고슬라비아 대표로, 69번을 크로아티아 대표로 출전했고, 46골을 넣었다. 국가대표팀 경기에 69번 출전한 그는 크로아티아 국가대표팀 최다 출전 6위에 해당하는 기록이나, 그가 기록한 45골은 은퇴 후로도 10여년 동안 깨지지 않았다. 현재 에두아르두와 마리오 만주키치가 29골로 공동 2위에 올라 있다. 그의 득점 기록은 한 쪽 발로 편중된 것으로 알려져 있으나, 크로아티아 대표로 기록한 45골 중 8골만 왼발로 (머리로는 4골, 나머지는 오른발로) 기록했고, 유고슬라비아 대표로 기록한 딱 한 골은 UEFA 유로 1992 예선에서 페로 제도를 상대로 왼발을 이용해 차넣었다.
그가 UEFA 유로 1996에서 기록한 예선 12골 기록은 2007년에 북아일랜드의 데이비드 힐리가 UEFA 유로 2008 예선에서 13골을 기록하기 전까지 존재했다.

## 은퇴 후 활동
슈케르는 현역 은퇴를 앞두고 자그레브와 몇몇 도시에 다보르 슈케르 축구 교실을 열었다. 현재까지 그는 유소년 축구 교실에 시간과 노력을 쏟아부으며, 그를 따라 꿈을 좇는 다수의 유망주를 육성한다.

### 논란
1996년, 그는 두 명의 악명높은 범죄자와 협력해 크로아티아 파쇼 지도자 안테 파벨리치의 무덤 앞에서 찍은 사진이 유포되었다.
2011년 그는 공항에 다른 승객이 두고 간 골동품 동전을 절도한 죄로 벌금형이 내려졌다. 발견한 동전을 신고하지 않은 그는 이를 팔려고 하는 이성친구에게 주려고 한 것으로 밝혀졌다.
2015년 크로아티아 언론 연맹 (HND) 은 크로아티아 축구 협회 (HNS) 회장 다보르 슈케르가 신체적으로 기자의 보도 행위를 막아 보도의 자유를 위배했다고 고소했다.

## 경력 통계

### 클럽
| 구단 기록    | 구단 기록           | 구단 기록    | 리그 | 리그 | 컵           | 컵           | 리그컵                 | 리그컵                 | 대륙 | 대륙 | 합계 | 합계 |
| 시즌         | 구단                | 리그         | 출장 | 골   | 출장         | 골           | 출장                   | 골                     | 출장 | 골   | 출장 | 골   |
| 유고슬라비아 | 유고슬라비아        | 유고슬라비아 | 리그 | 리그 | 컵           | 컵           | 리그컵                 | 리그컵                 | 유럽 | 유럽 | 합계 | 합계 |
| ------------ | ------------------- | ------------ | ---- | ---- | ------------ | ------------ | ---------------------- | ---------------------- | ---- | ---- | ---- | ---- |
| 1985–86      | 오시예크            | 1부 리그     | 10   | 3    | -            | -            | -                      | -                      | -    | -    | 10   | 3    |
| 1986–87      | 오시예크            | 1부 리그     | 26   | 9    | -            | -            | -                      | -                      | -    | -    | 26   | 9    |
| 1987–88      | 오시예크            | 1부 리그     | 29   | 10   | -            | -            | -                      | -                      | -    | -    | 29   | 10   |
| 1988–89      | 오시예크            | 1부 리그     | 26   | 18   | -            | -            | -                      | -                      | -    | -    | 26   | 18   |
| 1989–90      | 디나모 자그레브     | 1부 리그     | 28   | 12   | -            | -            | -                      | -                      | -    | -    | 28   | 12   |
| 1990–91      | 디나모 자그레브     | 1부 리그     | 32   | 22   | -            | -            | -                      | -                      | -    | -    | 32   | 22   |
| 스페인       | 스페인              | 스페인       | 리그 | 리그 | 코파 델 레이 | 코파 델 레이 | 수페르코파 데 에스파냐 | 수페르코파 데 에스파냐 | 유럽 | 유럽 | 합계 | 합계 |
| 1991–92      | 세비야              | 라 리가      | 22   | 6    | 4            | 3            | -                      | -                      | -    | -    | 26   | 9    |
| 1992–93      | 세비야              | 라 리가      | 33   | 13   | 2            | 0            | -                      | -                      | -    | -    | 35   | 13   |
| 1993–94      | 세비야              | 라 리가      | 34   | 24   | 7            | 3            | -                      | -                      | -    | -    | 41   | 27   |
| 1994–95      | 세비야              | 라 리가      | 32   | 17   | 2            | 3            | -                      | -                      | -    | -    | 34   | 20   |
| 1995–96      | 세비야              | 라 리가      | 32   | 16   | 3            | 1            | -                      | -                      | 6    | 4    | 41   | 21   |
| 1996–97      | 레알 마드리드       | 라 리가      | 38   | 24   | 5            | 5            | -                      | -                      | -    | -    | 43   | 29   |
| 1997–98      | 레알 마드리드       | 라 리가      | 29   | 10   | 1            | 1            | -                      | -                      | 7    | 4    | 37   | 15   |
| 1998–99      | 레알 마드리드       | 라 리가      | 19   | 4    | 2            | 0            | -                      | -                      | 5    | 1    | 26   | 5    |
| 잉글랜드     | 잉글랜드            | 잉글랜드     | 리그 | 리그 | FA컵         | FA컵         | 리그컵                 | 리그컵                 | 유럽 | 유럽 | 합계 | 합계 |
| 1999–2000    | 아스널              | 프리미어리그 | 22   | 8    | 3            | 0            | 1                      | 1                      | 13   | 2    | 39   | 11   |
| 2000–01      | 웨스트햄 유나이티드 | 프리미어리그 | 11   | 2    | 0            | 0            | 2                      | 1                      | -    | -    | 13   | 3    |
| 독일         | 독일                | 독일         | 리그 | 리그 | DFB-포칼     | DFB-포칼     | 기타                   | 기타                   | 유럽 | 유럽 | 합계 | 합계 |
| 2001–02      | 1860 뮌헨           | 분데스리가   | 14   | 4    | 3            | 2            | -                      | -                      | -    | -    | 17   | 6    |
| 2002–03      | 1860 뮌헨           | 분데스리가   | 11   | 1    | 2            | 1            | -                      | -                      | -    | -    | 13   | 2    |
| 합계         | 유고슬라비아        | 유고슬라비아 | 151  | 74   | -            | -            | -                      | -                      | -    | -    | 151  | 74   |
| 합계         | 스페인              | 스페인       | 239  | 114  | 26           | 16           | -                      | -                      | 18   | 9    | 283  | 139  |
| 합계         | 잉글랜드            | 잉글랜드     | 33   | 10   | 3            | 0            | 3                      | 2                      | 13   | 2    | 52   | 14   |
| 합계         | 독일                | 독일         | 25   | 5    | 5            | 3            | -                      | -                      | -    | -    | 30   | 8    |
| 경력 합계    | 경력 합계           | 경력 합계    | 448  | 203  | 34           | 19           | 3                      | 2                      | 31   | 11   | 516  | 235  |

### 국가대표팀
| 유고슬라비아 | 유고슬라비아 | 유고슬라비아 |
| 연도         | 출장         | 골           |
| ------------ | ------------ | ------------ |
| 1991         | 2            | 1            |
| 합계         | 2            | 1            |

| 크로아티아 | 크로아티아 | 크로아티아 |
| 연도       | 출장       | 골         |
| ---------- | ---------- | ---------- |
| 1991       | 1          | 0          |
| 1992       | 1          | 2          |
| 1993       | 1          | 1          |
| 1994       | 5          | 5          |
| 1995       | 7          | 8          |
| 1996       | 10         | 6          |
| 1997       | 7          | 4          |
| 1998       | 13         | 12         |
| 1999       | 9          | 4          |
| 2000       | 4          | 0          |
| 2001       | 8          | 2          |
| 2002       | 3          | 1          |
| 합계       | 69         | 45         |

### 국가대표팀 득점 기록
| 슈케르 – 유고슬라비아 득점 기록 | 슈케르 – 유고슬라비아 득점 기록 | 슈케르 – 유고슬라비아 득점 기록             | 슈케르 – 유고슬라비아 득점 기록 | 슈케르 – 유고슬라비아 득점 기록 | 슈케르 – 유고슬라비아 득점 기록 | 슈케르 – 유고슬라비아 득점 기록 |
| #                               | 날짜                            | 경기장                                      | 상대                            | 점수                            | 최종결과                        | 대회                            |
| ------------------------------- | ------------------------------- | ------------------------------------------- | ------------------------------- | ------------------------------- | ------------------------------- | ------------------------------- |
| 1.                              | 1991년 5월 16일                 | 츠르베나 즈베즈다, 베오그라드, 유고슬라비아 | 페로 제도                       | 7 – 0                           | 7 – 0                           | UEFA 유로 1992 예선             |

| 슈케르 – 크로아티아 득점 기록 | 슈케르 – 크로아티아 득점 기록 | 슈케르 – 크로아티아 득점 기록                | 슈케르 – 크로아티아 득점 기록 | 슈케르 – 크로아티아 득점 기록 | 슈케르 – 크로아티아 득점 기록 | 슈케르 – 크로아티아 득점 기록 |
| #                             | 날짜                          | 경기장                                       | 상대                          | 점수                          | 최종결과                      | 대회                          |
| ----------------------------- | ----------------------------- | -------------------------------------------- | ----------------------------- | ----------------------------- | ----------------------------- | ----------------------------- |
| 1.                            | 1992년 10월 22일              | 막시미르, 자그레브, 크로아티아               | 멕시코                        | 1 – 0                         | 3 – 0                         | 친선경기                      |
| 2.                            | 1992년 10월 22일              | 막시미르, 자그레브, 크로아티아               | 멕시코                        | 3 – 0                         | 3 – 0                         | 친선경기                      |
| 3.                            | 1993년 6월 25일               | 막시미르, 자그레브, 크로아티아               | 우크라이나                    | 1 – 0                         | 3 – 1                         | 친선경기                      |
| 4.                            | 1994년 3월 23일               | 루이스 카사노바, 발렌시아, 스페인            | 스페인                        | 0 – 2                         | 0 – 2                         | 친선경기                      |
| 5.                            | 1994년 9월 4일                | 카드리오르그, 탈린, 에스토니아               | 에스토니아                    | 0 – 1                         | 0 – 2                         | UEFA 유로 1996 예선           |
| 6.                            | 1994년 9월 4일                | 카드리오르그, 탈린, 에스토니아               | 에스토니아                    | 0 – 2                         | 0 – 2                         | UEFA 유로 1996 예선           |
| 7.                            | 1994년 11월 16일              | 라 파보리타, 팔레르모, 이탈리아              | 이탈리아                      | 0 – 1                         | 1 – 2                         | UEFA 유로 1996 예선           |
| 8.                            | 1994년 11월 16일              | 라 파보리타, 팔레르모, 이탈리아              | 이탈리아                      | 0 – 2                         | 1 – 2                         | UEFA 유로 1996 예선           |
| 9.                            | 1995년 3월 25일               | 막시미르, 자그레브, 크로아티아               | 우크라이나                    | 2 – 0                         | 4 – 0                         | UEFA 유로 1996 예선           |
| 10.                           | 1995년 3월 25일               | 막시미르, 자그레브, 크로아티아               | 우크라이나                    | 4 – 0                         | 4 – 0                         | UEFA 유로 1996 예선           |
| 11.                           | 1995년 4월 26일               | 막시미르, 자그레브, 크로아티아               | 슬로베니아                    | 2 – 0                         | 2 – 0                         | UEFA 유로 1996 예선           |
| 12.                           | 1995년 9월 3일                | 막시미르, 자그레브, 크로아티아               | 에스토니아                    | 2 – 1                         | 7 – 1                         | UEFA 유로 1996 예선           |
| 13.                           | 1995년 9월 3일                | 막시미르, 자그레브, 크로아티아               | 에스토니아                    | 5 – 1                         | 7 – 1                         | UEFA 유로 1996 예선           |
| 14.                           | 1995년 9월 3일                | 막시미르, 자그레브, 크로아티아               | 에스토니아                    | 7 – 1                         | 7 – 1                         | UEFA 유로 1996 예선           |
| 15.                           | 1995년 10월 8일               | 폴류드, 스플리트, 크로아티아                 | 이탈리아                      | 1 – 1                         | 1 – 1                         | UEFA 유로 1996 예선           |
| 16.                           | 1995년 11월 15일              | 베지그라드, 류블라나, 슬로베니아             | 슬로베니아                    | 1 – 1                         | 1 – 2                         | UEFA 유로 1996 예선           |
| 17.                           | 1996년 4월 10일               | 그라드스키 브르트, 오시예크, 크로아티아      | 헝가리                        | 2 – 0                         | 4 – 1                         | 친선경기                      |
| 18.                           | 1996년 6월 2일                | 랜스던 로드, 더블린, 아일랜드                | 아일랜드                      | 0 – 1                         | 2 – 2                         | 친선경기                      |
| 19.                           | 1996년 6월 16일               | 힐즈버러, 셰필드, 잉글랜드                   | 덴마크                        | 1 – 0                         | 3 – 0                         | UEFA 유로 1996                |
| 20.                           | 1996년 6월 16일               | 힐즈버러, 셰필드, 잉글랜드                   | 덴마크                        | 3 – 0                         | 3 – 0                         | UEFA 유로 1996                |
| 21.                           | 1996년 6월 23일               | 올드 트래퍼드, 맨체스터, 잉글랜드            | 독일                          | 1 – 1                         | 1 – 2                         | UEFA 유로 1996                |
| 22.                           | 1996년 11월 10일              | 막시미르, 자그레브, 크로아티아               | 그리스                        | 1 – 1                         | 1 – 1                         | 1998년 FIFA 월드컵 예선       |
| 23.                           | 1997년 3월 29일               | 폴류드, 스플리트, 크로아티아                 | 덴마크                        | 1 – 0                         | 1 – 1                         | 1998년 FIFA 월드컵 예선       |
| 24.                           | 1997년 4월 30일               | 카프탄조글리오, 테살로니키, 그리스           | 그리스                        | 0 – 1                         | 0 – 1                         | 1998년 FIFA 월드컵 예선       |
| 25.                           | 1997년 9월 10일               | 파르켄, 쾨벤하운, 덴마크                     | 덴마크                        | 3 – 1                         | 3 – 1                         | 1998년 FIFA 월드컵 예선       |
| 26.                           | 1997년 10월 11일              | 베지그라드, 류블라나, 슬로베니아             | 슬로베니아                    | 0 – 1                         | 1 – 3                         | 1998년 FIFA 월드컵 예선       |
| 27.                           | 1998년 6월 3일                | 칸트리다, 리예카, 크로아티아                 | 이란                          | 2 – 0                         | 2 – 0                         | 친선경기                      |
| 28.                           | 1998년 6월 6일                | 막시미르, 자그레브, 크로아티아               | 오스트레일리아                | 1 – 0                         | 7 – 0                         | 친선경기                      |
| 29.                           | 1998년 6월 6일                | 막시미르, 자그레브, 크로아티아               | 오스트레일리아                | 2 – 0                         | 7 – 0                         | 친선경기                      |
| 30.                           | 1998년 6월 6일                | 막시미르, 자그레브, 크로아티아               | 오스트레일리아                | 5 – 0                         | 7 – 0                         | 친선경기                      |
| 31.                           | 1998년 6월 14일               | 펠릭스 볼라에르, 랑스, 프랑스                | 자메이카                      | 1 – 3                         | 1 – 3                         | 1998년 FIFA 월드컵            |
| 32.                           | 1998년 6월 20일               | 라 보주아르, 낭트, 프랑스                    | 일본                          | 0 – 1                         | 0 – 1                         | 1998년 FIFA 월드컵            |
| 33.                           | 1998년 6월 30일               | 파르크 레스퀴르, 보르도, 프랑스              | 루마니아                      | 0 – 1                         | 0 – 1                         | 1998년 FIFA 월드컵            |
| 34.                           | 1998년 7월 4일                | 젤랑, 리옹, 프랑스                           | 독일                          | 0 – 3                         | 0 – 3                         | 1998년 FIFA 월드컵            |
| 35.                           | 1998년 7월 8일                | 스타드 드 프랑스, 생드니, 프랑스             | 프랑스                        | 0 – 1                         | 2 – 1                         | 1998년 FIFA 월드컵            |
| 36.                           | 1998년 7월 11일               | 파르크 데 프랭스, 파리, 프랑스               | 네덜란드                      | 1 – 2                         | 1 – 2                         | 1998년 FIFA 월드컵            |
| 37.                           | 1998년 10월 10일              | 국립경기장, 아타르트, 몰타                   | 몰타                          | 1 – 4                         | 1 – 4                         | UEFA 유로 2000 예선           |
| 38.                           | 1998년 10월 14일              | 막시미르, 자그레브, 크로아티아               | 북마케도니아                  | 1 – 1                         | 3 – 2                         | UEFA 유로 2000 예선           |
| 39.                           | 1999년 3월 10일               | 스피로스 루이스, 아테네, 그리스              | 그리스                        | 2 – 2                         | 3 – 2                         | 친선경기                      |
| 40.                           | 1999년 5월 5일                | 라 카르투하, 세비야, 스페인                  | 스페인                        | 0 – 1                         | 3 – 1                         | 친선경기                      |
| 41.                           | 1999년 6월 5일                | 스코페 시립경기장, 스코페, 마케도니아 공화국 | 북마케도니아                  | 0 – 1                         | 1 – 1                         | UEFA 유로 2000 예선           |
| 42.                           | 1999년 9월 4일                | 막시미르, 자그레브, 크로아티아               | 아일랜드                      | 1 – 0                         | 1 – 0                         | UEFA 유로 2000 예선           |
| 43.                           | 2001년 6월 2일                | 바르테크스, 바라주딘, 크로아티아             | 산마리노                      | 3 – 0                         | 4 – 0                         | 2002년 FIFA 월드컵 예선       |
| 44.                           | 2001년 8월 15일               | 랜스던 로드, 더블린, 아일랜드                | 아일랜드                      | 2 – 2                         | 2 – 2                         | 친선경기                      |
| 45.                           | 2002년 4월 17일               | 막시미르, 자그레브, 크로아티아               | 보스니아 헤르체고비나         | 2 – 0                         | 2 – 0                         | 친선경기                      |

## 수상

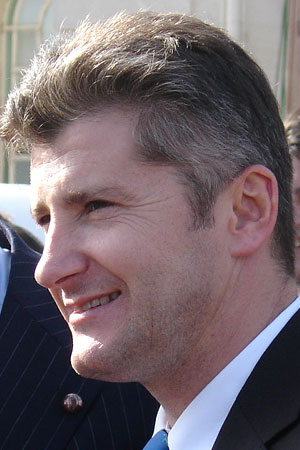
2008년의 슈케르

### 클럽
- 라 리가: 1996-97
- 수페르코파 데 에스파냐: 1997
- UEFA 챔피언스리그: 1997-98
- 인터콘티넨털컵: 1998
- UEFA컵 준우승 : 1999-00

### 국가 대표
- FIFA U-20 월드컵: 1987
- UEFA U-21 축구 선수권 대회 준우승: 1990
- FIFA 월드컵 3위: 1998

### 개인
- 발롱도르 2위 : 1998
- FIFA 올해의 선수 3위 : 1998
- 옹즈 드 브롱즈 : 1998
- 유고슬라비아 1부 리그 득점왕 : 1989-90
- ESM 올해의 팀 : 1996-97
- 크로아티아 올해의 선수상 : 1992, 1994, 1995, 1996, 1997, 1998
- 크로아티아 올해의 팀 : 1999, 2000
- 크로아티아 올해의 운동 선수 : 1998
- 20세기 최고의 선수 100인 : 1999
- Honoree of Osijek: 2008
- Franjo Bučar State Award for Sport : 1998
- UEFA 주빌리 어워드 : 2004
- FIFA 100 : 2004

#### 국가 대표
- FIFA U-20 월드컵 실버슈 : 1987
- UEFA U-21 축구 선수권 대회 최우수 선수상 : 1990
- UEFA U-21 축구 선수권 대회 득점왕 : 1990
- UEFA 유럽 축구 선수권 대회 올스타 팀 : 1996
- FIFA 월드컵 골든슈 : 1998
- FIFA 월드컵 실버볼 : 1998
- FIFA 월드컵 올스타 팀: 1998

#### 서훈
- Order of Danica Hrvatska with face of Franjo Bučar: 1995
- Order of the Croatian Trefoil: 1998
- Order of Duke Trpimir with Ribbon and Star: 2018

#### 발롱도르
- 1995 - 17
- 1996 - 6
- 1998 - 2